# Charles Felu

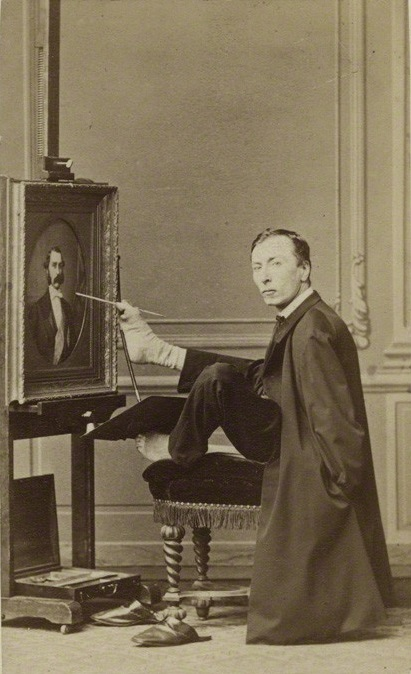
Charles Felu in zijn atelier

Charles François Felu (Waarmaarde, 21 juni 1830 – Antwerpen, 5 februari 1900) was een Belgisch portretschilder.

## Levensloop
Hij was de derde zoon van een belastingsambtenaar. Hij werd geboren zonder armen. Zijn moeder leerde hem reeds in zijn prille jeugd zijn voeten gebruiken. Zij leerde hem aldus te tekenen en te schilderen.
Hij kreeg een klassieke literaire opleiding en studeerde af met onderscheiding. In 1859 ging hij naar de academie van Antwerpen, waar hij studeerde onder de leiding van Hendrik Leys. Hij blonk uit in het schilderen van portretten. Het portret van de actrice Victoria Lafontaine dateert van die periode.
Zijn voornaamste bron van inkomen was het schilderen van kopieën van beroemde Vlaamse en Nederlandse kunstenaars. Hij viel in de smaak bij de hogere klasse. Toen hij aan de koningin van Spanje getoond had hoe handig hij schilderde met zijn rechtervoet, werd hij door haar vereerd met lidmaatschap in de Orde van Isabella de Katholieke. Hij was ook een favoriete schilder van koning Leopold II, die hem graag bezocht in zijn werkplaats in Antwerpen. Felu had deze werkplaats ingericht om zijn verkoop te stimuleren tijdens de wereldtentoonstelling van 1894. Maar hij slaagde er niet in om voldoende te verkopen en verviel hierdoor in armoede.
Hij stierf te Antwerpen na een lange ziekte in zijn negenenzestigste jaar.
Onderstaand schilderij werd verkocht op een kunstveiling in Oostende in 2009 voor 658 euro.

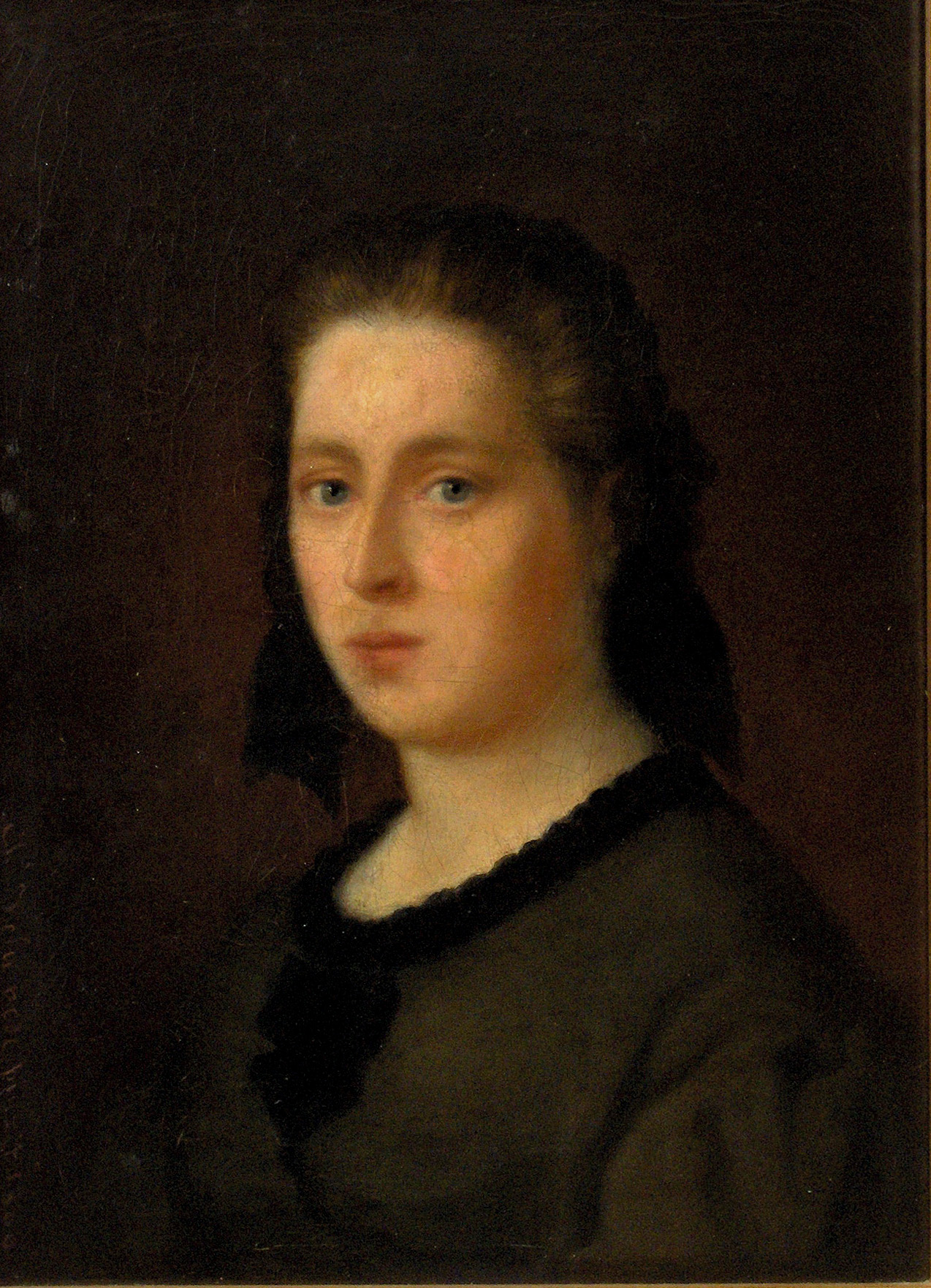
"Edeldame" (1860)